# Astragalus palaestinus
Astragalus palaestinus är en ärtväxtart som beskrevs av Alexander Eig. Astragalus palaestinus ingår i släktet vedlar, och familjen ärtväxter. Inga underarter finns listade i Catalogue of Life.